# Promontorio Chacabuco
El promontorio Chacabuco (en inglés: Rodney Bluff) es un cabo y promontorio ubicado en el extremo suroeste de la isla Gran Malvina en las islas Malvinas entre la punta Alta y el cabo Sarmiento, cerca de la caleta Chacabuco.
Este accidente geográfico es uno de los puntos que determinan las líneas de base de la República Argentina, a partir de las cuales se miden los espacios marítimos que rodean al archipiélago.